# Europaspiele 2023/Teilnehmer (Serbien)
| Gelbes Symbol für Goldmedaillen mit stilisierten Olympischen Ringen | Graues Symbol für Silbermedaillen mit stilisierten Olympischen Ringen | Braundes Symbol für Bronzemedaillen mit stilisierten Olympischen Ringen |
| ------------------------------------------------------------------- | --------------------------------------------------------------------- | ----------------------------------------------------------------------- |
| 3                                                                   | 6                                                                     | 7                                                                       |

Serbien nimmt an den Europaspielen 2023 in Krakau teil.

## Medaillengewinner
| Name/n                             | Sportart       | Wettkampf         |
| ---------------------------------- | -------------- | ----------------- |
| Gold                               |                |                   |
| Milica Gardašević                  | Leichtathletik | Weitsprung Frauen |
| Bronze                             |                |                   |
| Ervin Holpert Marko Dragosavljević | Kanu           | K2 500 m Männer   |

## Teilnehmer nach Sportarten

### 3×3-Basketball
| Wettbewerb    | Männer                                                         |
| ------------- | -------------------------------------------------------------- |
| Athleten      | Vuk Borovićanin Đuro Dautović Nikola Kovačević Marko Milaković |
| Gruppenphase  | Estland 16:17 Deutschland 16:19 Polen 18:20                    |
| Viertelfinale | ausgeschieden                                                  |
| Halbfinale    | ausgeschieden                                                  |
| Bronze/Finale | ausgeschieden                                                  |
| Rang          |                                                                |

### Leichtathletik
| Team    | Wettbewerb  | Wettbewerb | Punkte | Punkte | Punkte | Punkte | Punkte | Punkte | Punkte     | Punkte    | Punkte    | Punkte      | Punkte           | Punkte      | Punkte    | Punkte     | Punkte     | Punkte         | Punkte     | Punkte     | Punkte     | Punkte | Rang |
| Team    | Wettbewerb  | Wettbewerb | 100 m  | 200 m  | 400 m  | 800 m  | 1500 m | 5000 m | 110 m Hü.* | 400 m Hü. | 4 × 100 m | 4 × 400 m** | 3000 m Hindernis | Kugelstoßen | Speerwurf | Hammerwurf | Diskuswurf | Stabhochsprung | Hochsprung | Dreisprung | Weitsprung | Gesamt | Rang |
| ------- | ----------- | ---------- | ------ | ------ | ------ | ------ | ------ | ------ | ---------- | --------- | --------- | ----------- | ---------------- | ----------- | --------- | ---------- | ---------- | -------------- | ---------- | ---------- | ---------- | ------ | ---- |
| Serbien | 2. Division | Männer     | 12     | 10     | 12     | 3      | 16     | 16     | 12         | 13        | 10        | 8           | 1                | 14          | 4         | 7          | 3          | 3              | 15         | 2          | 11         | 307    | 7    |
| Serbien | 2. Division | Frauen     | 13     | 10     | 8      | 5      | 4      | 1      | 11         | 6         | 0         | 8           | 7                | 6           | 13        | 6          | 10         | 5              | 14         | 0          | 16         | 307    | 7    |

* Die Frauen treten über 100 m Hürden, statt 110 m Hürden an.
** Die 4 × 400 m sind ein Mixed-Wettkampf.

#### Einzelresultate
| Wettbewerb       | Männer                                                            | Männer          | Männer | Männer      | Frauen                                                       | Frauen          | Frauen | Frauen      |
| Wettbewerb       | Athlet                                                            | Ergebnis        | Rang   | Rang Gesamt | Athletin                                                     | Ergebnis        | Rang   | Rang Gesamt |
| ---------------- | ----------------------------------------------------------------- | --------------- | ------ | ----------- | ------------------------------------------------------------ | --------------- | ------ | ----------- |
| 100 m            | Aleksa Kijanović                                                  | 10,41 s SB      | 05     | 19          | Ivana Ilić                                                   | 11,47 s SB      | 04     | 16          |
| 200 m            | Boško Kijanović                                                   | 21,01 s SB      | 07     | 17          | Ivana Ilić                                                   | 23,53 s         | 07     | 20          |
| 400 m            | Boško Kijanović                                                   | 45,97 s         | 05     | 17          | Maja Ćirić                                                   | 53,69 s SB      | 09     | 26          |
| 800 m            | Aleksa Milanović                                                  | 1:50,76 min     | 14     | 32          | Marija Stambolić                                             | 2:07,82 min SB  | 12     | 32          |
| 1500 m           | Elzan Bibić                                                       | 3:41,35 min     | 01     | 10          | Saima Murić                                                  | 4:29,35 min     | 13     | 32          |
| 5000 m           | Elzan Bibić                                                       | 13:53,95 min SB | 01     | 05          | Mejra Mehmedović                                             | 18:15,32 min SB | 16     | 39          |
| 110/100 m Hürden | Bogdan Vidojković                                                 | 13,98 s         | 05     | 18          | Milica Emini                                                 | 13,28 s         | 06     | 16          |
| 400 m Hürden     | Nikola Kostić                                                     | 49,77 s EU20L   | 04     | 10          | Dragana Macanović                                            | 1:01,51 min     | 11     | 30          |
| 3000 m Hindernis | Miloš Milosavljević                                               | 10:26,43 min    | 16     | 39          | Milica Tomašević                                             | 10:50,25 min PB | 10     | 31          |
| 4 × 100 m        | Danilo Majstorović Boško Kijanović Stefan Kaljuš Aleksa Kijanović | 39,99 s SB      | 07     | 21          | Tamara Milutinović Ivana Ilić Katarina Vreta Milana Tirnanić | DSQ             | DSQ    | DSQ         |
| Kugelstoßen      | Armin Sinančević                                                  | 20,42 m         | 03     | 07          | Mirjana Dasović                                              | 13,64 m         | 11     | 30          |
| Speerwurf        | Vedran Samac                                                      | 67,70 m         | 13     | 30          | Adriana Vilagoš                                              | 58,93 m         | 04     | 10          |
| Hammerwurf       | Jovan Stranić                                                     | 66,55 m         | 10     | 22          | Aleksandra Ivanović                                          | 58,08 m         | 11     | 30          |
| Diskuswurf       | Petar Ilić                                                        | 46,42 m         | 14     | 36          | Milica Poznanović                                            | 52,39 m PB      | 07     | 18          |
| Stabhochsprung   | Luka Tomić                                                        | 3,40 m          | 14     | 37          | Olivera Kanazir                                              | 3,05 m SB       | 12     | 33          |
| Hochsprung       | Slavko Stević                                                     | 2,24 m PB       | 03     | 06          | Angelina Topić                                               | 1,91 m          | 02     | 05          |
| Dreisprung       | Aleksa Ratinac                                                    | 13,66 m         | 15     | 40          | Teodora Boberić                                              | NM              | NM     | NM          |
| Weitsprung       | Strahinja Jovančević                                              | 7,66 m          | 06     | 15          | Milica Gardašević                                            | 6,82 m          | 01     | Gold        |

| Wettbewerb | Mixed                                                   | Mixed          | Mixed | Mixed       |
| Wettbewerb | Athleten                                                | Ergebnis       | Rang  | Rang Gesamt |
| ---------- | ------------------------------------------------------- | -------------- | ----- | ----------- |
| 4 × 400 m  | Nikola Kostić Aleksandra Pešić Ivan Marković Maja Ćirić | 3:21,27 min SB | 9     | 24          |

Ersatz: Maja Gajić, Miloš Marković, Tamara Vuletić